# Sei Nazioni femminile
Il Sei Nazioni femminile (in inglese Women’s Six Nations Championship; in francese Tournoi des six nations féminin; in gallese Pencampwriaeth y merched Chwe Gwlad) è un torneo internazionale di rugby a 15 femminile, omologo del più antico torneo maschile del Sei Nazioni.
Nato nel 1996 come Women’s Home Nations’ Championship (traducibile come campionato femminile delle Nazioni costitutive [del Regno Unito]) tra le quattro neonate federazioni rugbistiche delle isole britanniche, è passato attraverso varie configurazioni di numero e di partecipanti, pur mantenendo fissa la formula del girone unico all’italiana con gara di sola andata: dal 2007 si disputa tra le selezioni nazionali femminili di Francia, Galles, Inghilterra, Irlanda, Italia e Scozia ed è organizzato da Six Nations Rugby Limited, che già gestisce le edizioni maschili seniores e Under-20 del torneo.
Dall’ingresso dell’Italia ogni edizione di campionato femminile ha lo stesso calendario di quello maschile, anche se a differenza di quest’ultimo non esistono in genere stadi fissi per tutto il torneo.
Ciononostante può accadere che la federazione decida di ospitare l’incontro femminile nello stesso stadio dov’è in programma quello maschile: in particolare le federazioni inglese e gallese hanno talora fatto giocare le proprie rappresentative femminili rispettivamente a Twickenham e al Millennium Stadium, normalmente teatro degli incontri del Sei Nazioni maschile.
Al 2025 solo Galles, Inghilterra e Scozia hanno preso parte a tutte le 30 edizioni disputate.
La nazionale che vanta il maggior numero di successi è l’Inghilterra, che ha vinto 19 volte il torneo, 17 delle quali con il Grande Slam; a seguire la Francia, 6 volte con 5 Grandi Slam; 2 volte l’Irlanda con un Grande Slam e una volta la Scozia, anch’essa con lo Slam.
Per quanto riguarda le tre squadre fuori dal palmarès, la Spagna vanta come miglior risultato tre terzi posti, il Galles tre secondi posti e l’Italia un secondo posto.
Nonostante gli accordi di naming della società proprietaria del torneo con vari soggetti (Royal Bank of Scotland, NatWest e, più recentemente, Guinness), il nome commerciale fu adottato solo per la competizione maschile; nel 2022, invece, anche il Sei Nazioni femminile adottò un title partner, la piattaforma social cinese TikTok, a seguito della quale fino a tutto il 2023 assume il nome di TikTok Women’s Six Nations o TikTok W6N.
Dall'edizione 2024, altresì, Guinness è lo sponsor unico di entrambi i tornei, sia quello maschile che quello femminile; per effetto di ciò, da tale data il torneo ha il nome commerciale di Guinness Women's Six Nations Championship.
Il Sei Nazioni è stato talora utilizzato da World Rugby come parte del gruppo di tornei di qualificazione alla Coppa del Mondo femminile; nell'edizione 2023 è inoltre uno dei tornei di assegnazione delle fasce di merito del WXV, nuova competizione internazionale organizzata dal citato World Rugby.

## Storia
Il rugby femminile nelle isole britanniche era strutturato già dal 1983 con la nascita in tale anno della Women’s Rugby Football Union (WRFU), che aveva giurisdizione su tutta la Gran Bretagna e aveva istituito anche una propria nazionale unificata che partecipò alla prima coppa d’Europa femminile nel 1988.
Nel 1987 nacquero le nazionali d’Inghilterra e Galles che esordirono disputando un incontro tra di loro a Cardiff.
Dopo la disputa della prima edizione della Coppa del Mondo nel 1991, la WRFU si trasformò in Rugby Football Union for Women (RFUW) e rappresentò solo il rugby femminile d’Inghilterra.
Sempre nel 1991 sorse la Irish Women’s Rugby Football Union, che rappresentava l’isola d'Irlanda, e nel 1992 nacque anche la federazione femminile gallese, la Welsh Women’s Rugby Football Union (WWRFU), quasi da subito affiliata alla preesistente Welsh Rugby Union.
Il 14 febbraio 1993 a Edimburgo debuttarono le nazionali di Irlanda e Scozia.
Nel 1994 infine anche la Scozia ebbe la sua federazione femminile, la Scottish Women’s Rugby Union.

### L’Home Nations’ Championship e il Cinque Nazioni
Dopo la Coppa del Mondo 1994, organizzata proprio dalla Scozia, le quattro federazioni delle isole britanniche si accordarono per dare vita a una competizione internazionale sulla falsariga del Sei Nazioni maschile delle origini o del Torneo Interbritannico di calcio, che vide per un secolo contrapposte le quattro federazioni del Regno Unito (benché, in quest’ultimo caso, dopo il 1947 il posto dell’Éire fu preso dall’Irlanda del Nord non esistendo nel calcio una nazionale unica che rappresenti l’isola).
La prima edizione del neonato Women’s Home Nations’ Championship si tenne nel 1996 e fu un Grande Slam dell'Inghilterra che concesse solo 19 punti in tutto il torneo.
Dopo un bis inglese nel 1997 giunse nel 1998 una vittoria scozzese, per giunta con lo Slam, nella terza edizione di torneo.
Le rugbiste del Cardo vinsero il torneo al loro ultimo impegno di calendario, battendo le rivali inglesi a Edimburgo per 8-5 dopo aver sconfitto in sequenza Irlanda e Galles a casa loro.
L’ingresso della Francia nel 1999 comportò anche il cambiamento di nome del torneo in Cinque Nazioni, con la stessa composizione nazionale dell’omologo maschile dell’epoca.
Il torneo 1999 vide il ritorno alla vittoria dell’Inghilterra ma la nuova arrivata d’Oltremanica si classificò immediatamente seconda.
Il triennio 1999-2001 fu di fatto un monologo inglese, con la Francia unica contendente; nel 2000 l’Irlanda uscì dal torneo, venendo rimpiazzata dall’emergente Spagna: le iberiche esordirono con due vittorie e il terzo posto, bissato nel 2001.

### Il Sei Nazioni
Nel 2002 l’Irlanda rientrò nel torneo, esordendo contro il Galles a Limerick con una sconfitta 9-13; per vincere la sua prima partita del torneo dal tempo della sua unica vittoria nell’edizione 1996 dovette attendere l’incontro con la Spagna a Madrid nel 2003, vinto per 16-0.
L’edizione 2002 vide il Grande Slam della Francia, anche se l’Inghilterra mantenne il primato britannico vincendo la Triple Crown, e nei successivi 3 anni la formazione transalpina si aggiudicò altri due tornei.
Il 2006 fu l’ultima edizione in cui la Spagna, quell’anno ultima a zero punti, partecipò al torneo.
Il detentore del marchio Sei Nazioni, Six Nations Rugby Limited, da poco organizzatore globale di tutta la competizione — su input di Royal Bank of Scotland,  all’epoca sponsor principale del torneo, che per ragioni commerciali aveva chiesto la specularità delle squadre partecipanti — allineò la composizione dei tornei a quello maggiore maschile che vedeva ai nastri di partenza Francia, Galles, Inghilterra, Irlanda, Italia e Scozia e istituì un calendario unico che vedesse, nello stesso fine settimana, incontrarsi tra di esse le rappresentative seniores maschili e femminili e la giovanile delle stesse federazioni.
L’esclusione della squadra spagnola a vantaggio dell’Italia causò le proteste della F.E.R. che argomentò, invano, che i risultati della propria squadra nel torneo e il saldo positivo contro la stessa Italia non giustificassero una tale repentina rimozione.

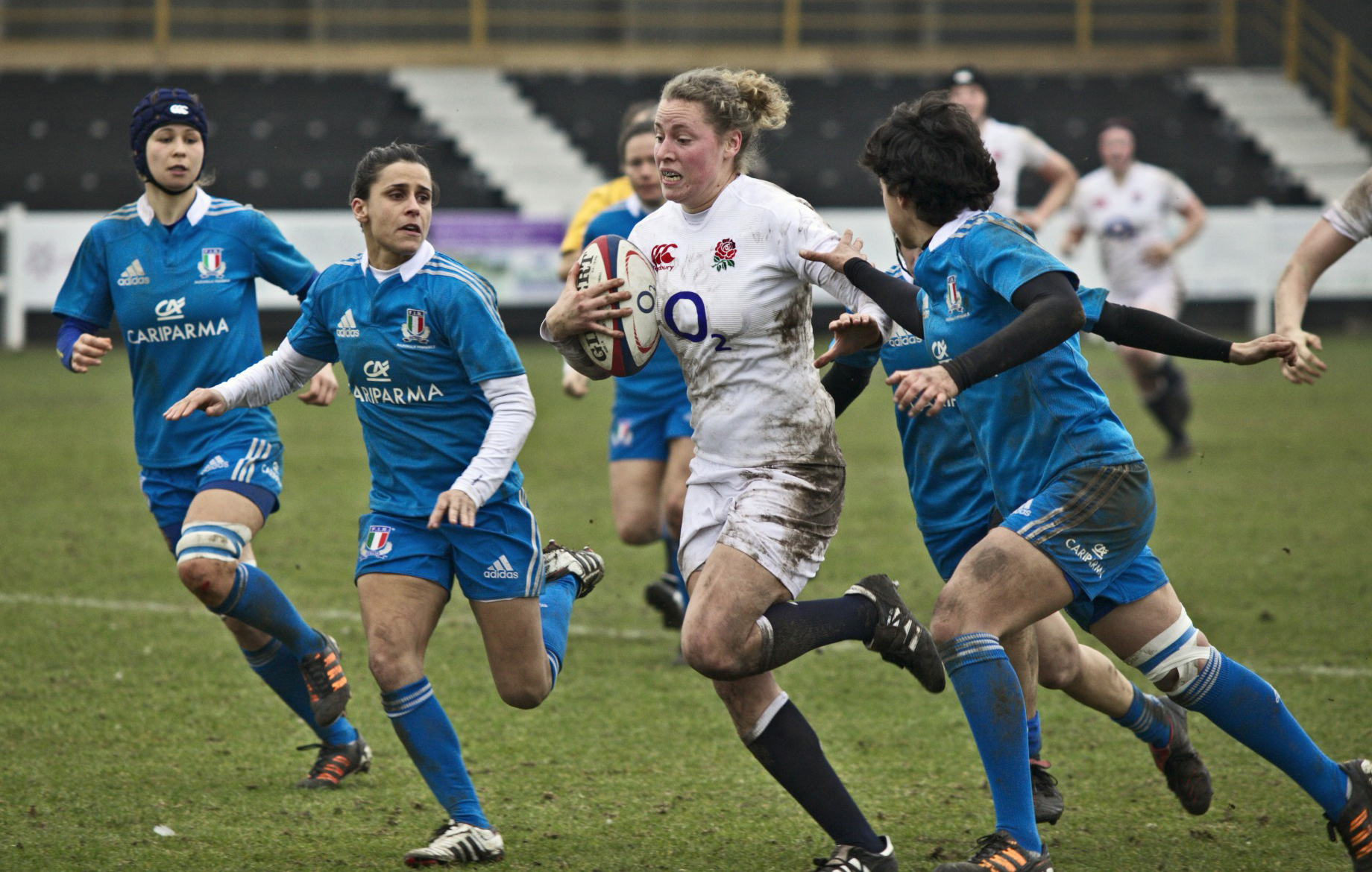
— al Sei Nazioni 2013: Cristina Molic, Sara Barattin e (sulla destra) Manuela Furlan tentano di fermare l’inglese Lydia Thompson

L’Italdonne esordì nel torneo il 4 febbraio 2007 a Biella contro la Francia, una sconfitta 17-37.
Quell’edizione si concluse con l’ottava vittoria (e relativo Slam) per l’Inghilterra e il whitewash per le nuove arrivate italiane, ma già nel 2008, nell’ultima giornata di torneo a Mira, le Azzurre cancellarono lo zero dal tabellino battendo la Scozia 31-10, condannandola al suo primo torneo senza vittorie.
Nel 2009 iniziò la consuetudine di utilizzare il Sei Nazioni come torneo della zona europea di qualificazione alla Coppa del Mondo: tolte Inghilterra e Francia, qualificate automaticamente, infatti, le altre quattro si contesero due posti diretti alla Coppa del 2010 in base alla classifica ottenuta, mentre le due non qualificate furono dirottate a un torneo di ripescaggio in Svezia organizzato dalla FIRA-AER.
Il torneo fu vinto dall’Inghilterra che tuttavia non celebrò il suo decimo titolo con il Grande Slam perché nella seconda giornata fu battuta dal Galles.
Lo stesso Galles chiuse il torneo appaiato in classifica alle inglesi ma dietro di loro per la differenza punti fatti/subiti, tuttavia realizzando il suo miglior Sei Nazioni prima e dopo di allora.

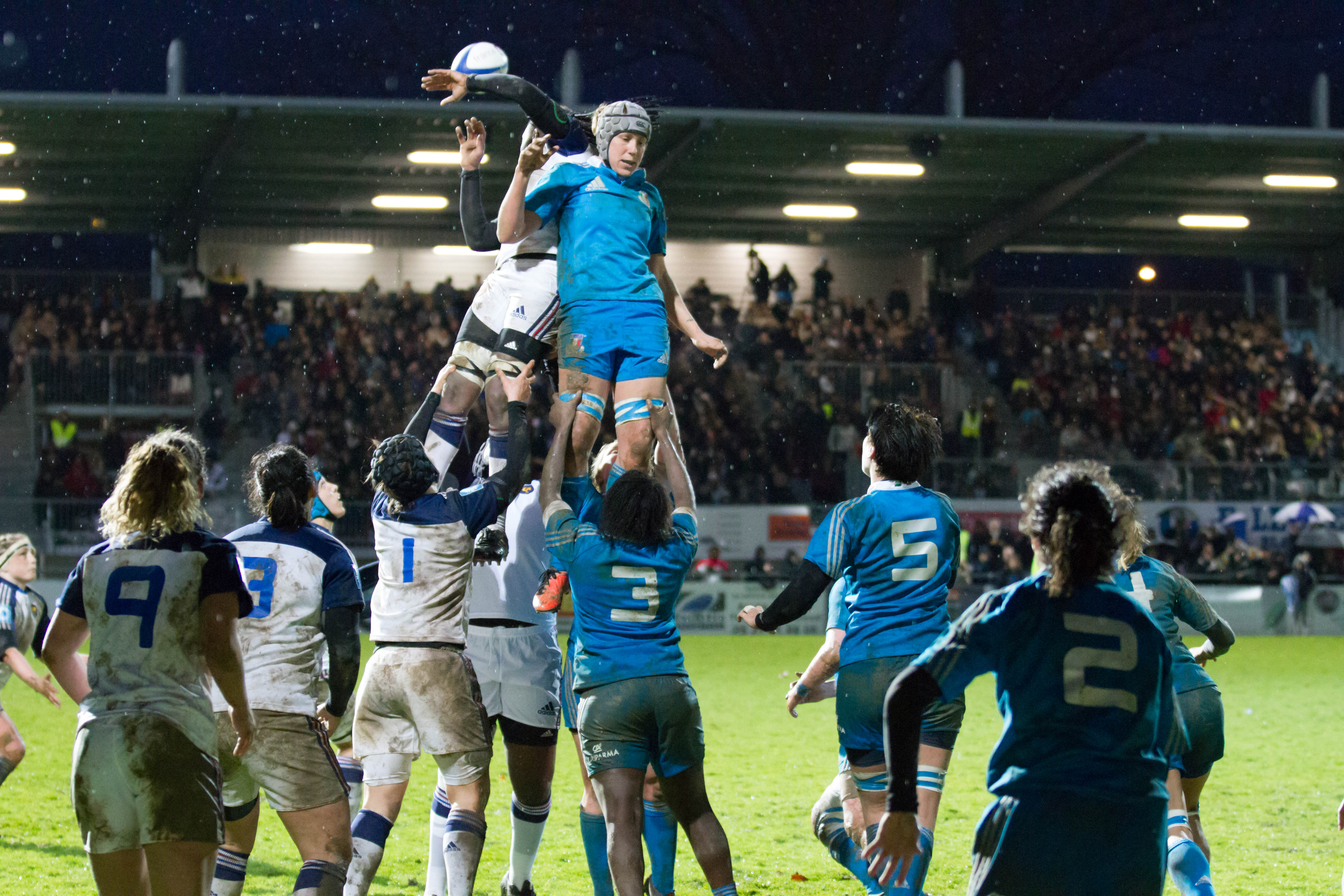
Una fase di — al Sei Nazioni 2014: Silvia Gaudino in ascensore sulla touche sostenuta dal numero 3 Awa Coulibaly

Se in testa al torneo nel successivo triennio 2010-2012 vi fu una competizione a sé stante disputata dall’Inghilterra, capace di perdere una sola partita in sette edizioni consecutivamente vinte, nelle retrovie si assistette alla crescita dell’Italia che nel 2010 vinse per la prima volta un incontro esterno (19-15 in Galles) e ne pareggiò un altro (6-6 contro la Scozia in casa): le Azzurre chiusero al quinto posto per differenza punti con le scozzesi e relegarono il Galles all’ultima posizione.
Analogo risultato per l’Italia nel 2011, giunta a pari punti con Irlanda e Galles, rispettivamente terza e quarta per avere chiuso rispettivamente a +4 e -8 tra punti fatti e subìti contro il -62 delle Azzurre, che pagarono pesantemente la sconfitta per 68-5 contro l’Inghilterra, praticamente tutto lo scarto negativo della squadra nel torneo.
La Scozia invece subì il primo dei suoi 6 whitewash consecutivi.
L’edizione 2012, insieme a quella dell’anno successivo, fece anche funzioni di primo turno di qualificazione europea alla Coppa del Mondo 2014.
Tale torneo è ricordato anche per essere stato il primo con diretta televisiva, prodotta da Sky Sport nel Regno Unito per le partite interne dell’Inghilterra, nonché da France Télévisions per Francia — Inghilterra da Parigi.

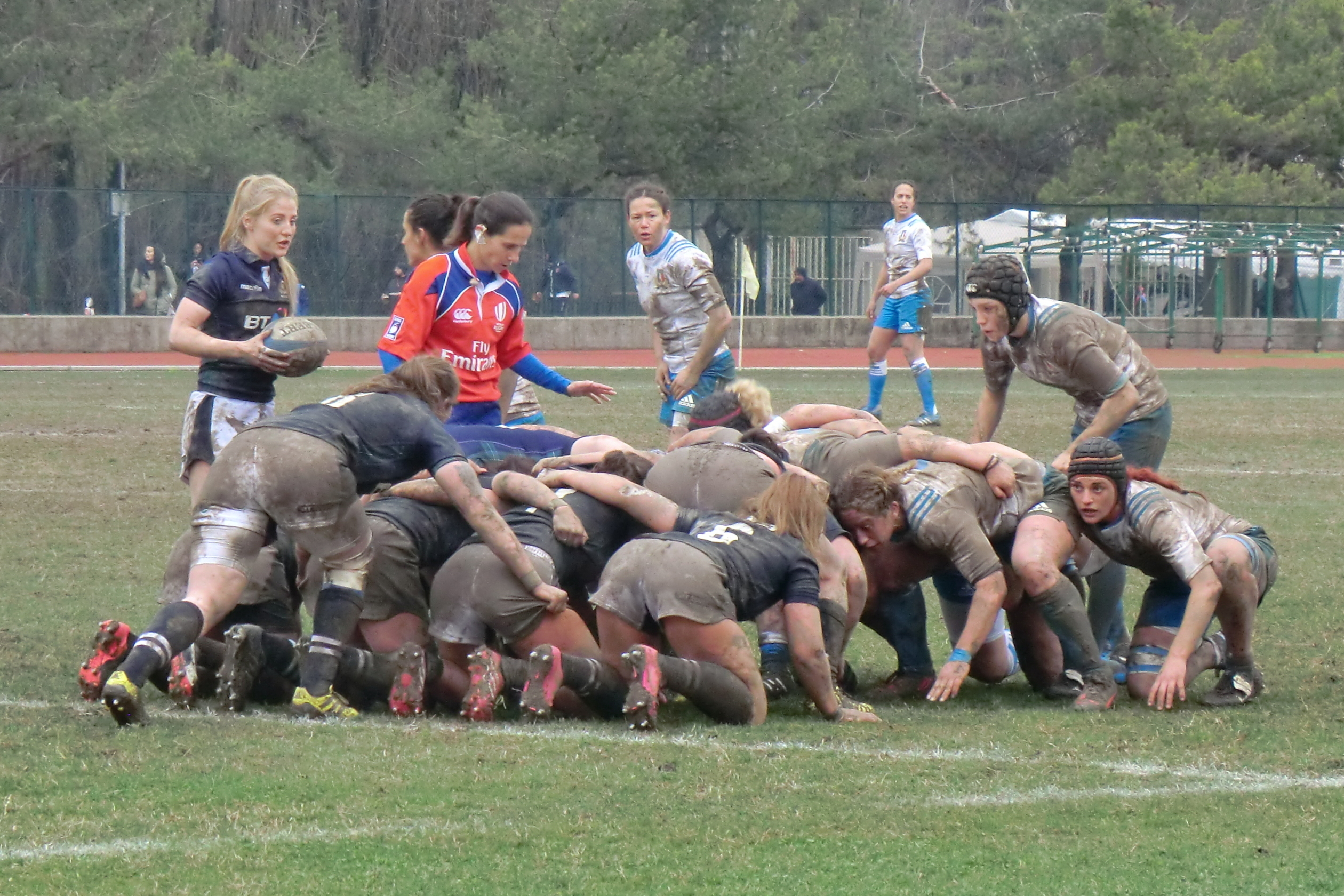
La francese Marie Lematte ordina una mischia chiusa in ― al Sei Nazioni 2016

Il 2013, oltre a designare le compagini qualificate alla Coppa del Mondo e quelle inviate al torneo di ripescaggio in Spagna, vide anche per la prima volta la vittoria finale dell’Irlanda che conquistò il Grande Slam vincendo nell’ultima giornata del torneo a Parabiago 6-3 contro l’Italia, unica squadra che non concesse mete alle vincitrici in tutto il torneo.
Tra le giocatrici che portarono a casa il prestigioso titolo figura Joy Neville, che a Parabiago disputò la sua ultima partita internazionale per poi diventare arbitro e tornare nel torneo nella nuova funzione qualche anno più tardi, nel 2016.
Anonimo il Sei Nazioni delle inglesi, che contro l’Irlanda persero (per la prima volta nella loro storia) 0-25, primo incontro dopo 9 anni a terminare senza avere marcato un solo punto.
La federazione inglese aveva girato alcuni tra i migliori elementi sulla selezione a sette e il XV che disputò il torneo si ritrovò rimaneggiato e inesperto.
Da rilevare anche, a titolo statistico, la prima vittoria di sempre dell’Italia sulla Francia per 13-12 nella prima giornata di torneo.
Il 2014 vide la Francia di nuovo sugli scudi, autrice del suo quarto Grande Slam.
L’Italia, vincitrice in Galles e, in casa, sulla Scozia, si lasciò le due britanniche alle spalle e chiuse al quarto posto, fino ad allora il suo miglior risultato.
La prestazione era destinata a migliorare nel torneo seguente, valido anche come torneo di qualificazione alla Coppa del Mondo di rugby femminile 2017 cui erano interessate Galles, Scozia e la stessa Italia: ancora a zero punti dopo due partite perse contro Irlanda e Inghilterra, le Azzurre batterono in sequenza Francia, Scozia e Galles negando alle transalpine sia il Grande Slam che, a posteriori, la vittoria finale che arrise alle irlandesi, appaiate in classifica alla Francia ma con miglior differenza punti fatti/subiti.
La stessa Italia, piazzandosi terza immediatamente sotto la coppia di testa a due punti da essa, si produsse nel suo miglior torneo fino ad allora e mise una grossa ipoteca sulla qualificazione mondiale.
Il 2016 segnò il ritorno alla vittoria della Francia anche se senza lo Slam per via della sconfitta in Galles, e la qualificazione diretta alla Coppa del Mondo 2017 del citato Galles e dell’Italia, mentre la Scozia fu destinata al barrage contro la vincitrice del campionato europeo di quell’anno.
Nel 2017 fu introdotto, per stilare la classifica, il metodo di punteggio dell’Emisfero Sud e la prima squadra premiata col nuovo sistema fu l’Inghilterra, tornata alla vittoria dopo 5 anni, al suo undicesimo Grande Slam e quattordicesimo titolo assoluto.
In tale edizione la Scozia interruppe la più lunga serie di sconfitte nel torneo, 36, vincendo 15-14 sul Galles ed evitando per la prima volta dal 2010 il whitewash e l’ultimo posto, appannaggio altresì dell’Italia, per la prima volta dal 2009 senza vittorie in una singola edizione di torneo.
Con l’edizione 2018 la Francia tornò allo Slam, il quinto su sei affermazioni complessive a tale data), grazie alla vittoria ottenuta in un finale concitato a Grenoble nella penultima giornata contro le inglesi: fu Trémoulière con una meta a ribaltare il punteggio che vedeva l’Inghilterra in vantaggio 17-13 e a portarlo a 18-17 a proprio favore; una settimana più tardi la Francia batté il Galles a Colwyn Bay e vinse titolo e Slam.
L’Italia, vincitrice nelle ultime due giornate su Scozia e Galles, relegò le due formazioni britanniche appaiate al fondo della classifica, anche se la differenza punti a sfavore delle gallesi evitò alla Scozia per il secondo anno consecutivo il ruolo di fanalino di coda.
Il 2019 vide altresì il ritorno alla vittoria dell’Inghilterra, composta per la prima volta da giocatrici professioniste, che si impose con il quattordicesimo Grande Slam.
La sorpresa del torneo fu l’Italia, che nelle prime tre giornate vinse due incontri (a Glasgow contro la Scozia e a Parma contro l’Irlanda) e ne pareggiò un terzo (a Lecce contro il Galles) prima di recarsi, alla quarta giornata, a Exeter come unica imbattuta insieme alle favorite inglesi, avversarie di giornata.
Nonostante la vittoria per 55-0 delle britanniche, nell’ultima giornata l’Italia guadagnò la seconda posizione assoluta battendo 31-12 la Francia (anch’essa professionistica).
Nessuna formazione italiana aveva prima di allora raggiunto tale risultato in qualsivoglia categoria di sesso ed età del Sei Nazioni.
L’edizione 2020 di torneo fu pesantemente colpita dalla pandemia di COVID-19 in Europa: a causa del rischio infezione, infatti, si disputarono regolarmente secondo calendario solo 9 dei 15 incontri in programma.
I rimanenti 6 incontri furono rinviati a data da destinarsi.
Solo sette mesi più tardi, a ottobre 2020, fu possibile ricalendarizzare gli incontri, ma l’Inghilterra fu l’unica a completare il proprio programma, vincendo il torneo per la sedicesima volta con il quindicesimo Grande Slam; dei rimanenti cinque, solo due furono recuperati e tre definitivamente annullati dopo un ulteriore rinvio a causa di alcune positività delle atlete al COVID-19 e un tentativo di calendarizzazione a dicembre; Francia, Galles e Italia terminarono il torneo con quattro incontri disputati su cinque mentre la Scozia solo con tre su cinque.
La pandemia condizionò anche l’edizione 2021 del torneo: dapprima posticipato, fu ricalendarizzato ad aprile in formato ridotto (due gironi da tre squadre e spareggio per la posizione finale tra ogni coppia di squadre a pari classifica tra i due gironi); il panel arbitrale fu reso noto a pochissimi giorni dalla manifestazione per impossibilità pratica di prevedere quali ufficiali di gara fossero negativi al COVID-19 nell’immediatezza del torneo; l'arbitro italiano Clara Munarini dovette essere sostituita perché risultata positiva al virus.
Tale inedita ed estemporanea forma di torneo vide contendersi il primo posto le vincitrici dei due gironi, Inghilterra e Francia, che si incontrarono a Londra per la 17ª vittoria finale delle britanniche, impostesi 10-6; a Dublino l’incontro per il terzo posto tra le due seconde classificate fu appannaggio dell’Irlanda vincitrice 25-5 sull’Italia e, infine, a Glasgow, nella finale delle ultime classificate, il quinto posto andò alla Scozia che batté il Galles 27-20.
Nel 2022 il torneo è tornato a girone unico ma il comitato organizzatore ne ha deciso il riposizionamento in calendario a partire dalla settimana successiva a quella della fine del torneo maschile per permettere esclusività a entrambi gli eventi.
Da tale edizione, inoltre, il Sei Nazioni femminile assume il nome commerciale di TikTok Women's Six Nations o TikTok W6N a seguito di accordo di naming con il social network cinese TikTok; si tratta della prima volta in cui un soggetto commerciale associa il suo nome al torneo femminile, in quanto gli altri partner avevano limitato la loro collaborazione a quello maschile.
Anche nel 2022, con la nuova sistemazione in calendario del torneo, l'Inghilterra si è dimostrata la squadra più forte del gruppo delle sue partecipanti, vincendo il proprio quarto titolo consecutivo, diciottesimo assoluto, con il sedicesimo Grande Slam al termine di una campagna che l'ha vista realizzare 282 punti e concederne alle avversarie solo 22 (4 mete e una trasformazione).

## Formato
Analogamente al torneo maschile, il Sei Nazioni femminile si è sempre svolto a girone unico all’italiana con gare di sola andata a campi alternati ogni anno, ovvero per ogni stagione ogni squadra gioca in casa con le squadre di cui nella stagione precedente era stato ospite e viceversa.
Dal 2007, quando la composizione del torneo femminile è divenuta uguale a quello maschile, gli avversari per la stessa giornata di torneo sono uguali sia per gli uomini che le donne che gli under-20.
Nel 2017 il torneo adottò il metodo di punteggio dell’Emisfero Sud per stilare la classifica, ovvero:
- 4 punti per la vittoria;
- 2 punti per il pareggio;
- 0 punti per la sconfitta;
- 1 punto di bonus per la squadra sconfitta con 7 o meno punti di scarto;
- 1 punto di bonus per la o le squadre che in un singolo incontro segnino almeno 4 mete.

In aggiunta a ciò, Six Nations Rugby Ltd. aggiunse anche un bonus straordinario di 3 punti alla squadra che avesse vinto tutti gli incontri al fine di assicurarle la matematica vittoria del torneo.
Il sistema di punteggio adottato prima di allora prevedeva 2 punti per la vittoria, 1 per il pareggio e 0 per la sconfitta indipendentemente dal punteggio con cui l’esito dell’incontro fosse maturato.

## Trofei accessori
Benché la cultura del Sei Nazioni femminile abbia mutuato alcuni aspetti ed espressioni del suo più antico modello, per più di vent’anni non furono consegnati riconoscimenti ufficiali (diversi dal trofeo del vincitore) per i traguardi raggiunti dalle varie squadre nel corso di una singola edizione di torneo: a differenza del Sei Nazioni maschile, infatti, non è previsto per esempio un premio per la nazionale che realizzi il Triple Crown, ovvero la vittoria sulle altre tre avversarie delle isole britanniche, né esistono corrispettivi di altri premi bilaterali come il Centenary Quaich tra le rappresentative maschili di Irlanda e Scozia.
A inaugurare la tradizione dei premi nel torneo furono, nel 2017, la Federazione Italiana Rugby e la Fédération Française de Rugby, che da tale anno si disputano il trofeo Anita Garibaldi, corrispettivo femminile del Giuseppe Garibaldi già dal 2007 in palio tra le nazionali maschili delle citate federazioni: la prima edizione di tale premio si tenne a Parma e lo vinse la Francia.

## Statistiche
L’Inghilterra è l’indiscussa dominatrice del torneo, avendo vinto 19 edizioni sulle 28 disputate a tutto il 2023; 17 di esse sono state vinte con il Grande Slam.
Le inglesi vantano anche la più lunga striscia di vittorie finali, sette, tra il 2006 e il 2012 inclusi, nonché la serie più lunga di partite vinte (19 due volte, tra il 2005 e il 2009 e tra il 2009 e il 2013, entrambe a cavallo di una sconfitta nel 2009 contro il Galles).
Infine, in assoluto, l’Inghilterra vanta il maggior numero di vittorie nel torneo, 98 su 111 incontri disputati (9 nell’Home Nations’ Championship, 12 nel Cinque Nazioni e 90 nel Sei Nazioni) con 13 sconfitte: queste ultime sono provenute 8 volte dalla Francia, 2 ciascuna da Galles e Irlanda e una dalla Scozia.
Per quanto riguarda il Triple Crown, l’Inghilterra ne vanta 19; singolarmente, il Galles, che al 2018 non ha mai vinto il torneo, riuscì nel 2009 a realizzare l’impresa di battere le altre tre britanniche.
Tutte e quattro le Home Nation hanno realizzato almeno un Triple Crown: nel caso della Scozia corrisponde alla sua unica vittoria e al suo unico Grande Slam del 1998, nel caso dell’Irlanda in occasione del suo Slam del 2013.
Nel 2015, anno della seconda vittoria finale irlandese, per la seconda volta non fu realizzato lo Slam e per la prima volta, e al 2018 unica, non vi fu un Triple Crown.

### Record
- Vittoria con il maggiore scarto: 89 punti
  - Inghilterra ― Scozia 89-0 (Londra, 8 marzo 2011)
- Maggior numero di punti in una singola partita: 94
  - Galles ― Inghilterra 11-83 (Swansea, 10 aprile 1999)
- Minor numero di punti in una singola partita: 3
  - Galles ― Francia 3-0 (Cardiff, 15 marzo 2008)
- Maggior numero di vittorie consecutive: Inghilterra, 19:
  - 25 febbraio 2005 (Irlanda ― Inghilterra 0-32, 3ª giornata) ― 7 febbraio 2009 (Inghilterra ― Italia 69-0, 1ª giornata)
  - 27 febbraio 2009 (Irlanda ― Inghilterra 13-29, 3ª giornata) ― 2 febbraio 2013 (Inghilterra ― Scozia 76-0, 1ª giornata)
  - 16 marzo 2018 (Inghilterra ― Irlanda 33-11, 5ª giornata) ― serie ancora aperta a tutto il Sei Nazioni 2022
- Maggior numero di sconfitte consecutive: Scozia, 34:
  - 13 marzo 2010 (Scozia ― Inghilterra, 4ª giornata) ― 11 febbraio 2017 (Francia ― Scozia 55-0, 2ª giornata)

## Copertura televisiva
All’edizione 2025 le federazioni che hanno concluso un accordo con una rete televisiva per la trasmissione in diretta degli incontri della propria nazionale femminile al torneo sono:
- Francia: France Télévisions[63];
- Inghilterra, Galles e Scozia: copertura assicurata dalla BBC[60];
- Irlanda: BBC per l'Irlanda del Nord, RTÉ e Virgin Media per l'Éire[60];
- Italia: Sky Italia[60], Rai[N 1][64].

## Evoluzione della composizione del torneo

Home Nations’ Championship (1996-1998)
Cinque Nazioni (1999)
Cinque Nazioni (2000-2001)
Sei Nazioni (2002-2006)
Sei Nazioni (2007-)

## Albo d’oro
| Edizione                  | Edizione                  | Campione                  | Triple Crown              | Grande Slam               | Cucchiaio di legno        | Whitewash                 | Trofeo Garibaldi          |
| Home Nations Championship | Home Nations Championship | Home Nations Championship | Home Nations Championship | Home Nations Championship | Home Nations Championship | Home Nations Championship | Home Nations Championship |
| ------------------------- | ------------------------- | ------------------------- | ------------------------- | ------------------------- | ------------------------- | ------------------------- | ------------------------- |
| 1ª                        | 1996                      | Inghilterra               | Inghilterra               | Inghilterra               | Galles                    | —                         | n/a                       |
| 2ª                        | 1997                      | Inghilterra               | Inghilterra               | Inghilterra               | Irlanda                   | Irlanda                   | n/a                       |
| 3ª                        | 1998                      | Scozia                    | Scozia                    | Scozia                    | Irlanda                   | Irlanda                   | n/a                       |
| Cinque Nazioni            |                           |                           |                           |                           |                           |                           |                           |
| 4ª                        | 1999                      | Inghilterra               | Inghilterra               | Inghilterra               | Irlanda                   | Irlanda                   | n/a                       |
| 5ª                        | 2000                      | Inghilterra               | n/d                       | Inghilterra               | Galles                    | Galles                    | n/a                       |
| 6ª                        | 2001                      | Inghilterra               | n/d                       | Inghilterra               | Galles                    | Galles                    | n/a                       |
| Sei Nazioni               |                           |                           |                           |                           |                           |                           |                           |
| 7ª                        | 2002                      | Francia                   | Inghilterra               | Francia                   | Irlanda                   | Irlanda                   | n/a                       |
| 8ª                        | 2003                      | Inghilterra               | Inghilterra               | Inghilterra               | Spagna                    | Spagna                    | n/a                       |
| 9ª                        | 2004                      | Francia                   | Inghilterra               | Francia                   | Irlanda                   | Irlanda                   | n/a                       |
| 10ª                       | 2005                      | Francia                   | Inghilterra               | Francia                   | Galles                    | —                         | n/a                       |
| 11ª                       | 2006                      | Inghilterra               | Inghilterra               | Inghilterra               | Spagna                    | Spagna                    | n/a                       |
| 12ª                       | 2007                      | Inghilterra               | Inghilterra               | Inghilterra               | Italia                    | Italia                    | n/a                       |
| 13ª                       | 2008                      | Inghilterra               | Inghilterra               | Inghilterra               | Scozia                    | Scozia                    | n/a                       |
| 14ª                       | 2009                      | Inghilterra               | Galles                    | —                         | Italia                    | Italia                    | n/a                       |
| 15ª                       | 2010                      | Inghilterra               | Inghilterra               | Inghilterra               | Galles                    | —                         | n/a                       |
| 16ª                       | 2011                      | Inghilterra               | Inghilterra               | Inghilterra               | Scozia                    | Scozia                    | n/a                       |
| 17ª                       | 2012                      | Inghilterra               | Inghilterra               | Inghilterra               | Scozia                    | Scozia                    | n/a                       |
| 18ª                       | 2013                      | Irlanda                   | Irlanda                   | Irlanda                   | Scozia                    | Scozia                    | n/a                       |
| 19ª                       | 2014                      | Francia                   | Inghilterra               | Francia                   | Scozia                    | Scozia                    | n/a                       |
| 20ª                       | 2015                      | Irlanda                   | —                         | —                         | Scozia                    | Scozia                    | n/a                       |
| 21ª                       | 2016                      | Francia                   | Inghilterra               | —                         | Scozia                    | Scozia                    | n/a                       |
| 22ª                       | 2017                      | Inghilterra               | Inghilterra               | Inghilterra               | Italia                    | n/a                       | Francia                   |
| 23ª                       | 2018                      | Francia                   | Inghilterra               | Francia                   | Galles                    | n/a                       | Francia                   |
| 24ª                       | 2019                      | Inghilterra               | Inghilterra               | Inghilterra               | Scozia                    | n/a                       | Italia                    |
| 25ª                       | 2020                      | Inghilterra               | Inghilterra               | Inghilterra               | Galles                    | n/a                       | Francia                   |
| 26ª                       | 2021                      | Inghilterra               | n/a                       | n/a                       | n/a                       | n/a                       | n/a                       |
| 27ª                       | 2022                      | Inghilterra               | Inghilterra               | Inghilterra               | ‒                         | ‒                         | Francia                   |
| 28ª                       | 2023                      | Inghilterra               | Inghilterra               | Inghilterra               | Irlanda                   | Irlanda                   | Francia                   |
| 29ª                       | 2024                      | Inghilterra               | Inghilterra               | Inghilterra               | Galles                    | ‒                         | Francia                   |
| 30ª                       | 2025                      | Inghilterra               | Inghilterra               | Inghilterra               | Galles                    | Galles                    | Francia                   |

### Riepilogo titoli
| Squadra     | Vittorie | Edizioni |
| ----------- | -------- | --- |
| Inghilterra | 21       | 1996, 1997, 1999, 2000, 2001, 2003, 2006, 2007, 2008, 2009 2010, 2011, 2012, 2017, 2019, 2020, 2021, 2022, 2023, 2024 2025 |
| Francia     | 6        | 2002, 2004, 2005, 2014, 2016, 2018                                                                                         |
| Irlanda     | 2        | 2013, 2015 |
| Scozia      | 1        | 1998 |

## Piazzamenti per anno
| Squadra     | Home Championship | Home Championship | Home Championship | Cinque Nazioni | Cinque Nazioni | Cinque Nazioni | Sei Nazioni | Sei Nazioni | Sei Nazioni | Sei Nazioni | Sei Nazioni | Sei Nazioni | Sei Nazioni | Sei Nazioni | Sei Nazioni | Sei Nazioni | Sei Nazioni | Sei Nazioni | Sei Nazioni | Sei Nazioni | Sei Nazioni | Sei Nazioni | Sei Nazioni | Sei Nazioni | Sei Nazioni | Sei Nazioni | Sei Nazioni | Sei Nazioni | Sei Nazioni |
| Squadra     | 1996              | 1997              | 1998              | 1999           | 2000           | 2001           | 2002        | 2003        | 2004        | 2005        | 2006        | 2007        | 2008        | 2009        | 2010        | 2011        | 2012        | 2013        | 2014        | 2015        | 2016        | 2017        | 2018        | 2019        | 2020        | 2021        | 2022        | 2023        | 2024        |
| ----------- | ----------------- | ----------------- | ----------------- | -------------- | -------------- | -------------- | ----------- | ----------- | ----------- | ----------- | ----------- | ----------- | ----------- | ----------- | ----------- | ----------- | ----------- | ----------- | ----------- | ----------- | ----------- | ----------- | ----------- | ----------- | ----------- | ----------- | ----------- | ----------- | ----------- |
| Francia     | —                 | —                 | —                 | 2ª             | 2ª             | 2ª             | 1ª          | 3ª          | 1ª          | 1ª          | 3ª          | 2ª          | 3ª          | 4ª          | 2ª          | 2ª          | 2ª          | 2ª          | 1ª          | 2ª          | 1ª          | 3ª          | 1ª          | 3ª          | 2ª          | 2ª          | 2ª          | 2ª          | 2ª          |
| Galles      | 4ª                | 3ª                | 3ª                | 4ª             | 5ª             | 5ª             | 5ª          | 4ª          | 6ª          | 6ª          | 2ª          | 3ª          | 2ª          | 2ª          | 6ª          | 4ª          | 4ª          | 4ª          | 5ª          | 5ª          | 4ª          | 5ª          | 6ª          | 4ª          | 6ª          | 6ª          | 3ª          | 3ª          | 6ª          |
| Inghilterra | 1ª                | 1ª                | 2ª                | 1ª             | 1ª             | 1ª             | 2ª          | 1ª          | 2ª          | 2ª          | 1ª          | 1ª          | 1ª          | 1ª          | 1ª          | 1ª          | 1ª          | 3ª          | 2ª          | 4ª          | 2ª          | 1ª          | 2ª          | 1ª          | 1ª          | 1ª          | 1ª          | 1ª          | 1ª          |
| Irlanda     | 3ª                | 4ª                | 4ª                | 5ª             | —              | —              | 6ª          | 5ª          | 5ª          | 5ª          | 5ª          | 4ª          | 4ª          | 3ª          | 3ª          | 3ª          | 3ª          | 1ª          | 3ª          | 1ª          | 3ª          | 2ª          | 3ª          | 5ª          | 3ª          | 3ª          | 4ª          | 6ª          | 3ª          |
| Italia      | —                 | —                 | —                 | —              | —              | —              | —           | —           | —           | —           | —           | 6ª          | 5ª          | 6ª          | 5ª          | 5ª          | 5ª          | 5ª          | 4ª          | 3ª          | 5ª          | 6ª          | 4ª          | 2ª          | 4ª          | 4ª          | 5ª          | 5ª          | 5ª          |
| Scozia      | 2ª                | 2ª                | 1ª                | 3ª             | 4ª             | 4ª             | 3ª          | 2ª          | 4ª          | 3ª          | 4ª          | 5ª          | 6ª          | 5ª          | 4ª          | 6ª          | 6ª          | 6ª          | 6ª          | 6ª          | 6ª          | 4ª          | 5ª          | 6ª          | 5ª          | 5ª          | 6ª          | 4ª          | 4ª          |
| Spagna      | —                 | —                 | —                 | —              | 3ª             | 3ª             | 4ª          | 6ª          | 3ª          | 4ª          | 6ª          | —           | —           | —           | —           | —           | —           | —           | —           | —           | —           | —           | —           | —           | —           | —           | —           | —           | —           |